# Cult of Luna
A Cult of Luna svéd együttes. 1998-ban alakult meg Umeå-ban, a rövid életű "Eclipse" zenekar romjain. Post-metalt, sludge metalt és progresszív metalt játszanak. Albumaikat kiadói: Earache Records, Indie Recordings.
Zeneileg az amerikai Neurosis és Isis (együttes) zenekarokhoz hasonlíthatóak. Legelső nagylemezüket 2001-ben adták ki. Magyarországon kétszer koncerteztek. Legelőször 2005-ben jártak hazánkban az amerikai Bleeding Through együttes vendégeként. 2013-ban másodszor is felléptek, akkor az A38 Hajón. Vendégükként a német The Ocean zenekar szolgált. Jellemzőjük a hosszú időtartamú dalok és a melankolikus hangulat.

## Tagok
- Magnus Líndberg - ütős hangszerek, gitár (1998-)
- Johannes Persson - gitár, éneklés (1998-)
- Andreas Johannson - basszusgitár (2002-)
- Fredrik Kihlberg - gitár, éneklés (2004-)
- Thomas Hedlund - dobok (2003-)
- Kristian Karlsson - éneklés, billentyűk (2013-)

## Diszkográfia
- Cult of Luna (2001)
- The Beyond (2003)
- Salvation (2004)
- Somewhere Along the Highway (2006)
- Eternal Kingdom (2008)
- Vertikal (2013)
- Eternal Music (2014)
- Mariner (2016)
- A Dawn to Fear (2019)
- The Long Road North (2022)